# Alfredo Becerra
Alfredo Becerra (1942) es abogado
, escritor y periodista argentino.

## Biografía
Participó en el movimiento estudiantil y agrupaciones de izquierda. En 1960 ingresó en la Facultad de Ciencias Jurídicas y Sociales de la Universidad Nacional del Litoral, donde egresó como abogado en 1965.

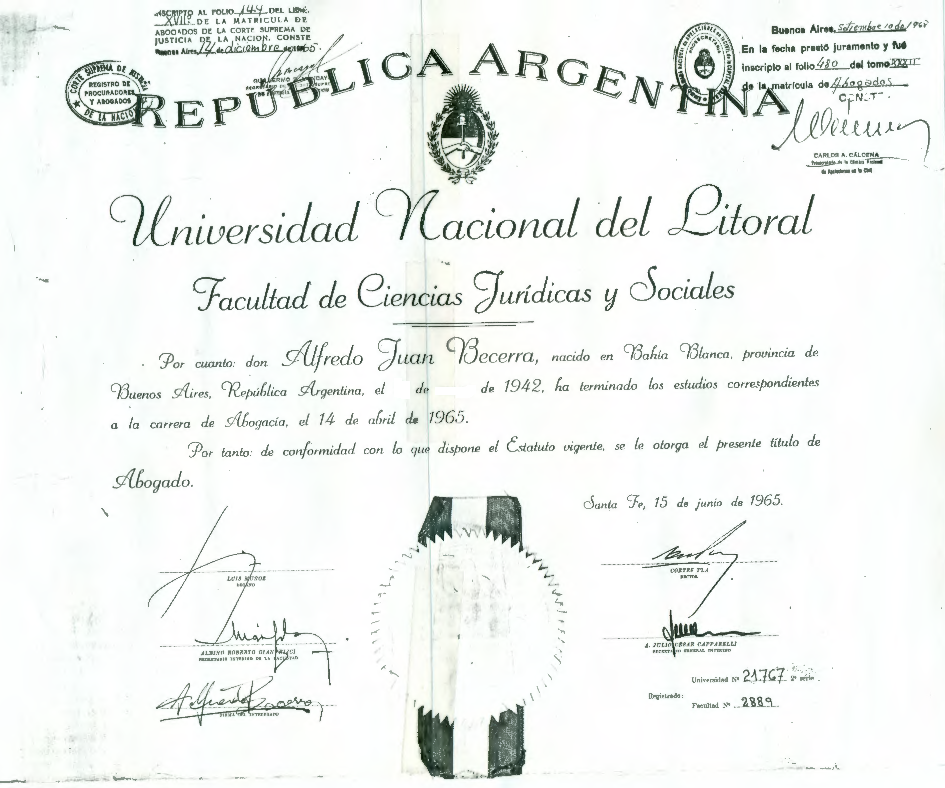
Título de abogado de la Universidad Nacional del Litoral, año 1965.

Defendió delegados gremiales de base y presos políticos
.
En 1994 creó Caja Editora, donde ha divulgado temas jurídicos, históricos y literarios.
Sus datos y enfoques se han convertido en referencias. Los más consultados tratan sobre la guerra de Vietnam, las islas Malvinas, los presos de la Isla de los Estados y la rebelión de los siete jefes en la antigua Santa Fe.
Fue director en el Senado de la Nación, y asesor de la Convención Reformadora de la Constitución Nacional en 1994.
Ejerció el periodismo en periódicos y agencias noticiosas, fue director periodístico de la agencia Noticias Argentinas, cofundador y secretario de redacción de «La Ley Actualidad» y delegado gremial en medios de prensa.

## Libros
- Catre polifónico, Buenos Aires, Ediciones de la Flor, 1985.
- Fuga de los estados, Buenos Aires, Caja editora, 1994.
- Acuerdos de Límites, Investigación, selección y reseña cronológica por Alfredo Becerra, Buenos Aires, Imprenta del Congreso de la Nación, 1997.
- Protesta por Malvinas (1833-1946), Buenos Aires, Caja editora, 1998.
- Los prófugos de la Isla de los Estados, Buenos Aires, Caja editora, 1999.
- Los llamados siete jefes, Buenos Aires, Caja editora, 2011.